# Catálogo de Mulheres
Catálogo de Mulheres (grego: γυναικῶν κατάλογος, gynaikôn katálogos), também conhecido como Ehoiai (em grego, Ἠοῖαι, translit. em latim: Eoeae ou Ehoeae), derivado da fórmula ἠ οἵη (ē hoiē, "Ou a que..."), que introduz cada estrofe do poema, é um dos três poemas de Hesíodo, dividido em cinco livros.
O Catálogo referia-se à genealogia das grandes heroínas da mitologia grega, que se uniram aos deuses, e dos heróis e semideuses que geraram.
O primeiro livro contava, de fato, o início da história da humanidade, quando eram comuns "as mesas, comuns as reuniões, para os deuses imortais e para os homens de destino mortal." No entanto, logo Zeus mandou um dilúvio que colocou um fim àquela idade de ouro e deu início à época heroica. Nesse ponto, são recordados os fundadores das três estirpes gregas (Doro, Éolo e Xuto), e o poeta canta as genealogias de alguns heróis do mito. O segundo livro, contava a história de Io, raptada por Zeus, de quem ela teve Épafo, de cuja linhagem descendem Dánao e Europa. Falava também das filhas de Dánao e do rapto de Europa, que deu à luz Radamanto, Sarpedão e Minos. Deste último e da descendência de Pelasgo, falava-se no terceiro livro, enquanto o tema do quarto livro eram as genealogias dos atlântides, de Atreu (pai de Agamenon e Menelau) e Alcmena, mãe de Heraclés. Finalmente, o livro V cantava a história de Helena, até a eclosão da Guerra de Troia.
Segundo estudo de Richard Janko, o Catálogo data c. 700 a.C., sendo provavelmente contemporâneo da Teogonia de Hesíodo.
O Catálogo sobrevive apenas em fragmentos, citados por outros autores e alguns papiros sobreviventes.